# Tegella norvegica
Tegella norvegica är en mossdjursart som beskrevs av Nordgaard 1918. Tegella norvegica ingår i släktet Tegella och familjen Calloporidae. Inga underarter finns listade i Catalogue of Life.